# Münzgasse (Dresden)

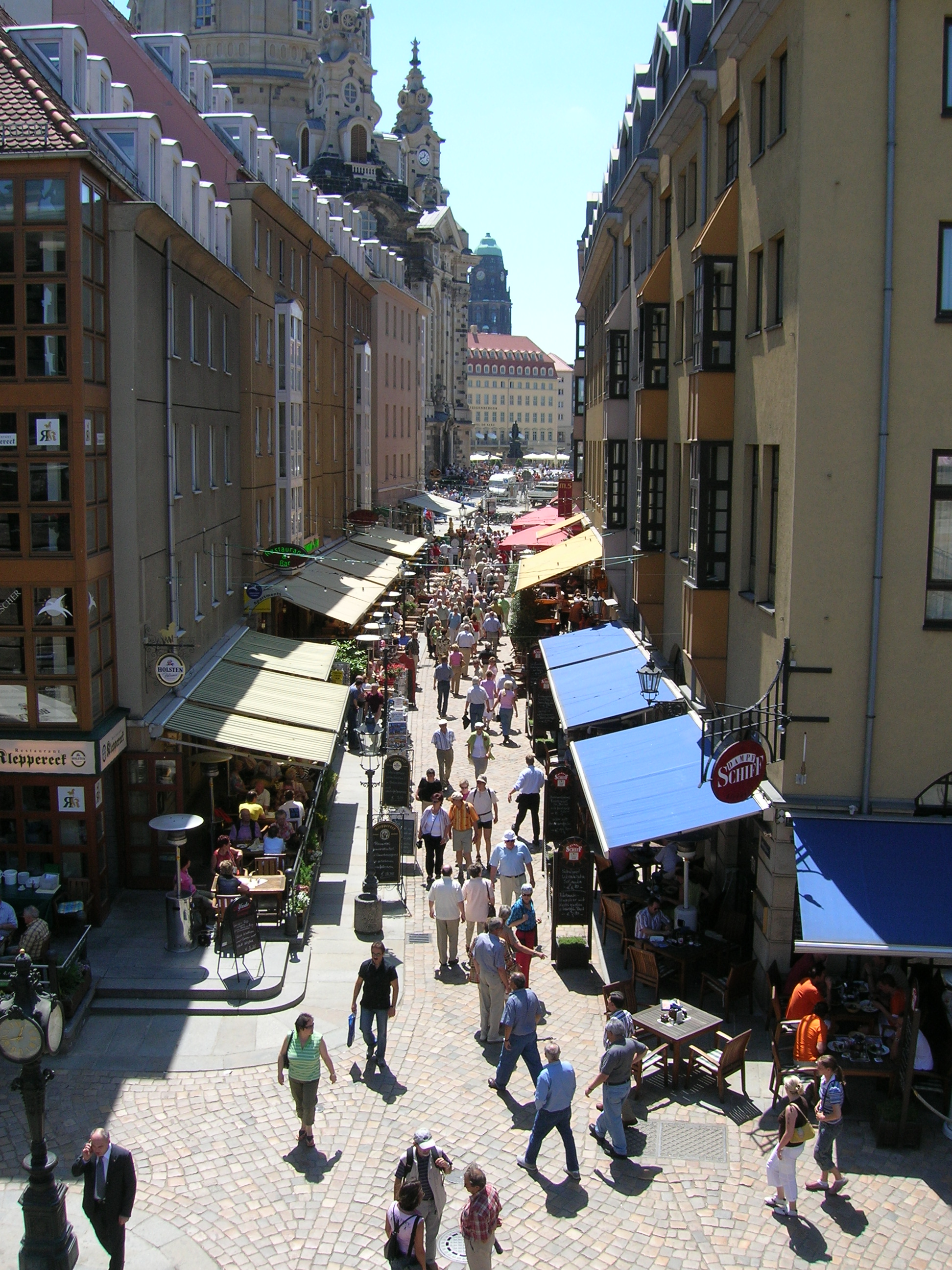
Blick auf die Münzgasse

Die Münzgasse ist eine Straße in der Inneren Altstadt von Dresden und verbindet die Straße An der Frauenkirche mit dem Terrassenufer.
Als Gastronomiemeile in der Fußgängerzone um die Frauenkirche ist sie sommers wie winters einer der touristischen Anziehungspunkte der sächsischen Landeshauptstadt und auch überregional als Malerblick von der Brühlschen Terrasse aus ein Begriff.

## Geschichte

### Mittelalter

Sächsischer Jakobsweg an der Frankenstraße von Bautzen über Dresden und Zwickau nach Hof (Saale)

Die Münzgasse, bis 1849 als große Fischergasse bezeichnet, ist ein kleines Stück einer sehr alten überregionalen Länderverbindung, welche heute zwischen Bautzen und Zwickau als sächsische Frankenstraße und damit als ein Teil des mittelalterlichen Frankfurter Gleises von Nürnberg über Dresden nach Frankfurt (Oder) bekannt ist. Diese Altstraße erfreut sich aktuell wieder großer Beliebtheit und wird zwischen Bautzen und Hof (Saale) als Sächsischer Jakobsweg an der Frankenstraße vermarktet.
Die große Fischergasse stellte ursprünglich die Verbindung von der Dresdener Elbfurt nach Süden zur Anhöhe des späteren Neumarktes dar. In spätslawischer Zeit soll es am Elbufer zunächst auch eine Fähre und später dann zusätzlich eine zu 996 erwähnte einfache hölzerne Brücke über die Elbe gegeben haben. Die wasserliebenden Slawen waren für den Bau kilometerlanger Holzverbindungen über Flachwasser und sumpfiges Gelände bekannt.

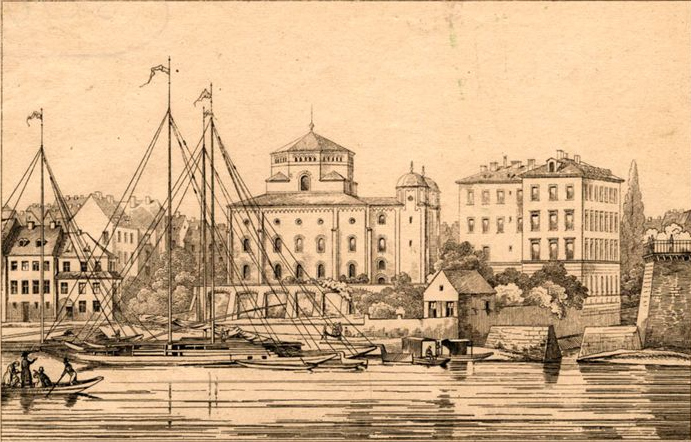
Gondelhafen vor der Semper-Synagoge (Holzschnitt, 1847 gedruckt, Zustand ab 1840.)

Rund hundert Meter stromaufwärts in Richtung Osten bildete die Mündung eines Altarmes in die Elbe einen natürlichen Binnenhafen, der sich etwa am Ort der heutigen Kuppel der Kunstakademie befand und 1590 außerhalb der Festung verlegt wurde. Dort fand er noch bis in das späte 19. Jahrhundert als sogenannter Gondelhafen vor allem von Fischerbooten Verwendung. An diesem Ort, wo sich die Wasserstraße der Elbe mit der Altstraße kreuzte, entwickelte sich in spätslawischer Zeit aus einer kleinen Fischersiedlung eine Handelssiedlung, welche von Historikern als Dorf an der Frauenkirche oder Besiedlung um die Frauenkirche und von Stadttopographen vielfach als Frauenvorstadt oder Frauengemeinde bezeichnet wird. Andere Historiker sehen in dieser Siedlung den Hauptort des Gaues Nisan, die mehrfach erwähnte Siedlung Nisani. Der Hafen Nisani wurde zu 1004 im Zusammenhang mit einem Feldzug Heinrichs II. gegen Böhmen erwähnt. Die Entstehungszeit des vermuteten vorstädtischen Handelsplatzes ist unter Historikern sehr umstritten. Weitestgehende Einigkeit besteht hingegen darüber, dass dieser aus stadttopographischen Erwägungen heraus an der Stelle der späteren Brotbänke in der Frauengasse lag.
Die spätere große Fischergasse stellte die Hauptstraße dieser Siedlung dar. Seit 1020 führte sie von der Elbfurt zur damals geweihten Holzkirche Zu Unsrer Lieben Frauen, dem Vorgängerbau der späteren steinernen Frauenkirchen der Romanik, der Gotik und des Barocks. Östlich von ihr lagen unweit der Kirche die Hauptgebäude der Böhmischen Akademie oder Akademie Nisan, westlich von ihr eine dieser Geistlichen Akademie angegliederte Ikonenschule.
Auch die Entstehungszeit der Nikolaikirche, der heutigen Kreuzkirche, ist umstritten. Sie wird überwiegend im Zusammenhang mit der Entstehung des Handelsplatzes gesehen. Bei der Welle der Stadtgründungen durch Kaufleute entstanden Kaufmannssiedlungen in der Regel um genossenschaftliche Nikolaikirchen. Dresden weicht hier in zwei Punkten ab:
- die für damalige Verhältnisse bedeutende Stadtgründung mit sich anschließendem Brückenbau (nach anderer Ansicht: der gewaltige Brückenbau mit sich anschließender Stadtgründung) dürfte hochherrschaftlich entstanden sein, vermutet wird sogar eine königliche Gründung mittels der Burggrafen von Dohna, welche infolge des Konfliktes zwischen dem Reich und der Markgrafschaft Meißen in den 1190er Jahren an den Markgrafen von Meißen übergegangen sein könnte
- die Nikolaikirche lag viel zu weit abseits des vorstädtischen Handelsplatzes, als dass hier ein Zusammenhang bestehen könnte

Die Nikolaikirche (und jetzige Kreuzkirche) dürfte demzufolge wahrscheinlich eher im Zusammenhang mit der Planstadt Dresden und dem Altmarkt entstanden sein. Dies würde auch den rein deutschen Charakter der frühen Kirche erklären. Während die für die umliegenden sorbischen Dörfer zuständige Frauenkirche außerhalb der Stadtbegrenzungen verblieb, war den Sorben in der Frühzeit der Stadtgeschichte der Zutritt zur Stadt ohne Genehmigung verboten.
Die vorstädtische Handelssiedlung dürfte neben dem slawischen Charakter auch von Juden geprägt worden sein, deren Handelsaktivitäten im ostfränkisch-frühdeutschen wie auch im böhmischen Raum seit der zweiten Hälfte des 10. Jahrhunderts bezeugt sind. Stadttopographisch betrachtet lag die jüdische Synagoge wie auch die spätere Jüdengasse genau wie der vorstädtische Handelsplatz an den späteren Brotbänken in dem Bereich, welcher zwar in die Stadtgründung Dresdens mit einbezogen wurde, diese aber in der Planstruktur störte.
Die Vorgängerin der großen Fischergasse wird die Elbfurt (Fährstelle, Holzbrücke) mit dem vorstädtischen Handelsplatz verbunden haben, ohne dass deren genauer Verlauf rekonstruiert wäre. Da der natürliche Hafen älter sein dürfte als die Frauenkirche und auch mindestens 16 Jahre eher bezeugt ist, dürfte der Kirchenbau auf der Anhöhe bei dem alten Handelsplatz als sekundär anzusehen sein. Nach dem Bau der Kirche zentrierte sich die Wegeführung sternförmig auf diese zu – nicht nur von der Elbfurt, vom Hafen und vom Handelsplatz aus, sondern auch aus Richtung Pirna und Ranvoltitz.
Wahrscheinlich nach 1170 lag die von Sorben bewohnte Große Fischergasse dann vor den Begrenzungen der damals begründeten deutschen Siedlung Dresdene. 1168 war durch die Funde gediegenen Silbers und reicher silberhaltiger Bleierze am Schüppchenberg in Christiansdorf das Erste Berggeschrey ausgelöst, 1169 die Böhmische Akademie aus Nisani nach Kaditz verlegt worden.

Frankenstraße von Bautzen über Dresden, Freiberg und Plauen nach Nürnberg, von dort führt eine weitere Altstraße über Konstanz und Bern in den Mittelmeerraum nach Montpellier und Béziers

Durch den Bau der wahrscheinlich ebenfalls nach 1170 begonnenen und um 1230 ersterwähnten Dresdner Elbbrücke, der seinerzeit mit rund 560 Metern längsten Gewölbebrücke Europas, verlor die heutige Münzgasse um 1200 ihre Funktion als Fernweg. So befand sich die Stempelstelle des Sächsischen Jakobsweges an der Frankenstraße direkt am Georgentor in einer Buchhandlung im Haus der Kathedrale auf der Schloßstraße. Etwa zur gleichen Zeit musste auch die sorbische Besiedlung um die Frauenkirche ihre Funktion als Vorort des Elbtalkessels an das neugegründete deutsche Newendresden abgeben. Die namensgebende Siedlung auf der anderen Elbseite wurde fortan als Altendresden bezeichnet. Dieses Toponym stammt vom altsorbischen drežďany (= „Sumpf-“ oder „Auwald-Bewohner“). Ab 1206 setzt die deutsche urkundliche Überlieferung zu Dresden ein.

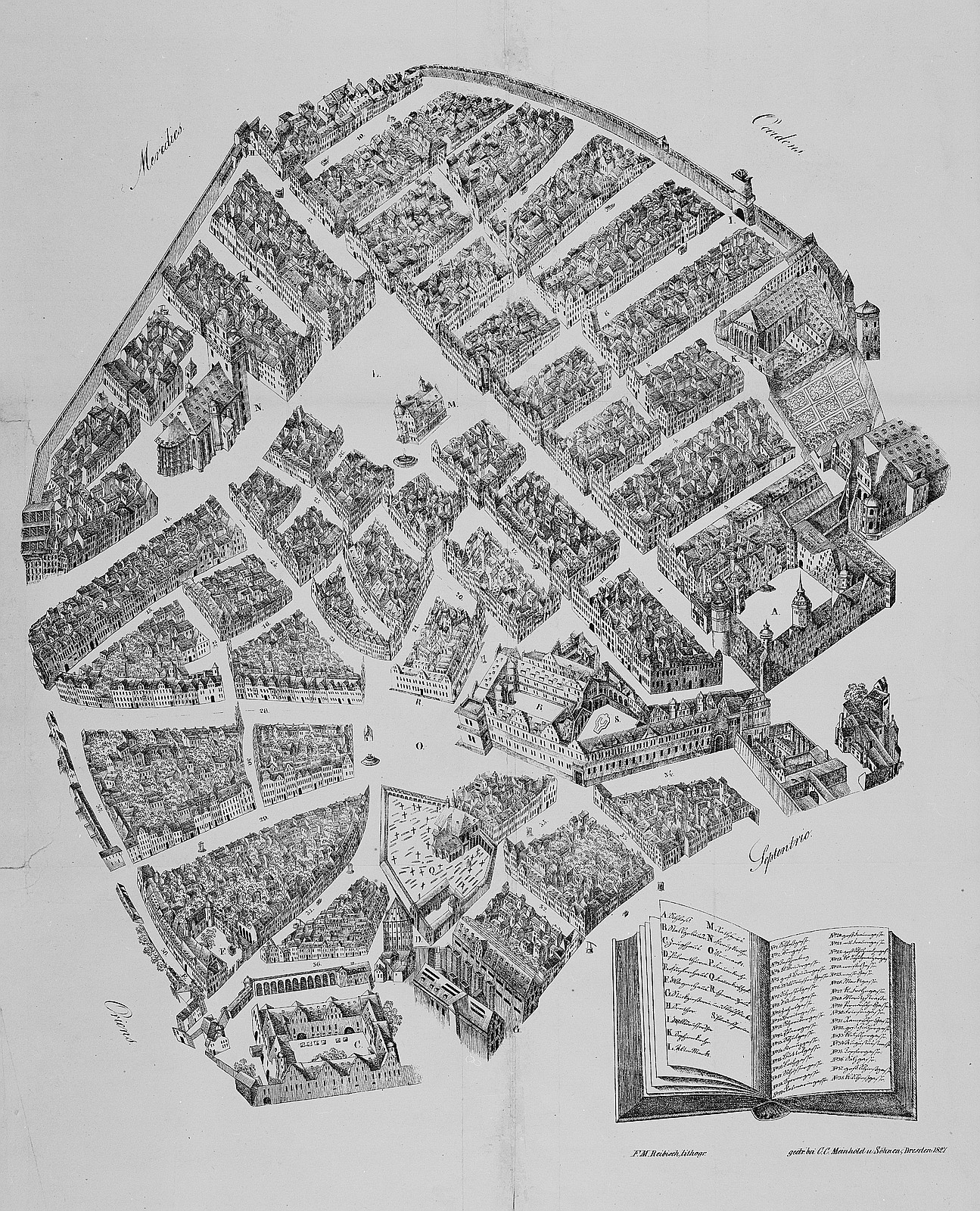
Dresden 1634: Die große Fischergasse beginnt an der linken oberen Buchecke und führt zur damals noch gotischen Frauenkirche. Das Maternihospital mit ebenfalls noch spätmittelalterlicher Bausubstanz liegt an der linken unteren Ecke des Frauenkirchhofes.

Der Gebäudekomplex der ehemaligen Akademie Nisan wurde zu einem Spital mit Herberge vor der damaligen Stadtgrenze umgewandelt, welches den Namen Maternihospital erhielt. Dieses Spital wurde möglicherweise nach Urkundenlage in den Jahren 1268 bis 1272 zusammen mit dem Patronat über die Pfarrei Dresden vom Markgrafen Heinrich des Erlauchten an das Klarissenkloster Seußlitz übertragen. Einige Historiker halten diese Übertragung durch Heinrich für eine Urkundenfälschung, andere erachten eine Übertragung kurz vor dem Tod des Markgrafen im Jahre 1288 als noch möglich. Vorausgegangen war ein Versuch der Markgräfin Elisabeth von Maltitz, das Hospital unmittelbar vor der damaligen Residenz Dresden in ein weiteres Klarissenkloster umzuwandeln. Die baulichen Voraussetzungen dafür waren gegeben, bestand doch die Akademie Nisan aus einer klosterähnlichen Gemeinschaft männlicher Lehrer und Schüler. Dieses Vorhaben scheiterte jedoch an dem energischen Widerstand der Dresdner Bürger, welche seit spätestens 1272 (nach anderer Meinung bereits vor 1265) mit dem Franziskanerkloster bereits einen Bettelorden zu verkraften hatten. So riss die Dresdner Bürgerschaft kurz nach 1308 auch das Haus eines Klarissenkonvents in der großen Brüdergasse gewaltsam wieder ab. Nach dem Scheitern ihres Planes schenkte die Markgräfin Elisabeth von Maltitz am 12. Juni 1288 dem Zisterzienser-Kloster Altzella ihr Leibgedinge Lubanycz und Goppil als Seelgerät. Eine weitere Ordensniederlassung gelang erst wieder dem Augustinerorden mit dem Augustinerkloster auf der anderen Elbseite in Altendresden, welches 1404 vom Markgrafen Wilhelm des Einäugigen gestiftet und reich ausgestattet wurde. Vom Maternihospital zeugt heute nur noch die Deckplatte über dem ehemaligen Maternibrunnen unweit der Frauenkirche.

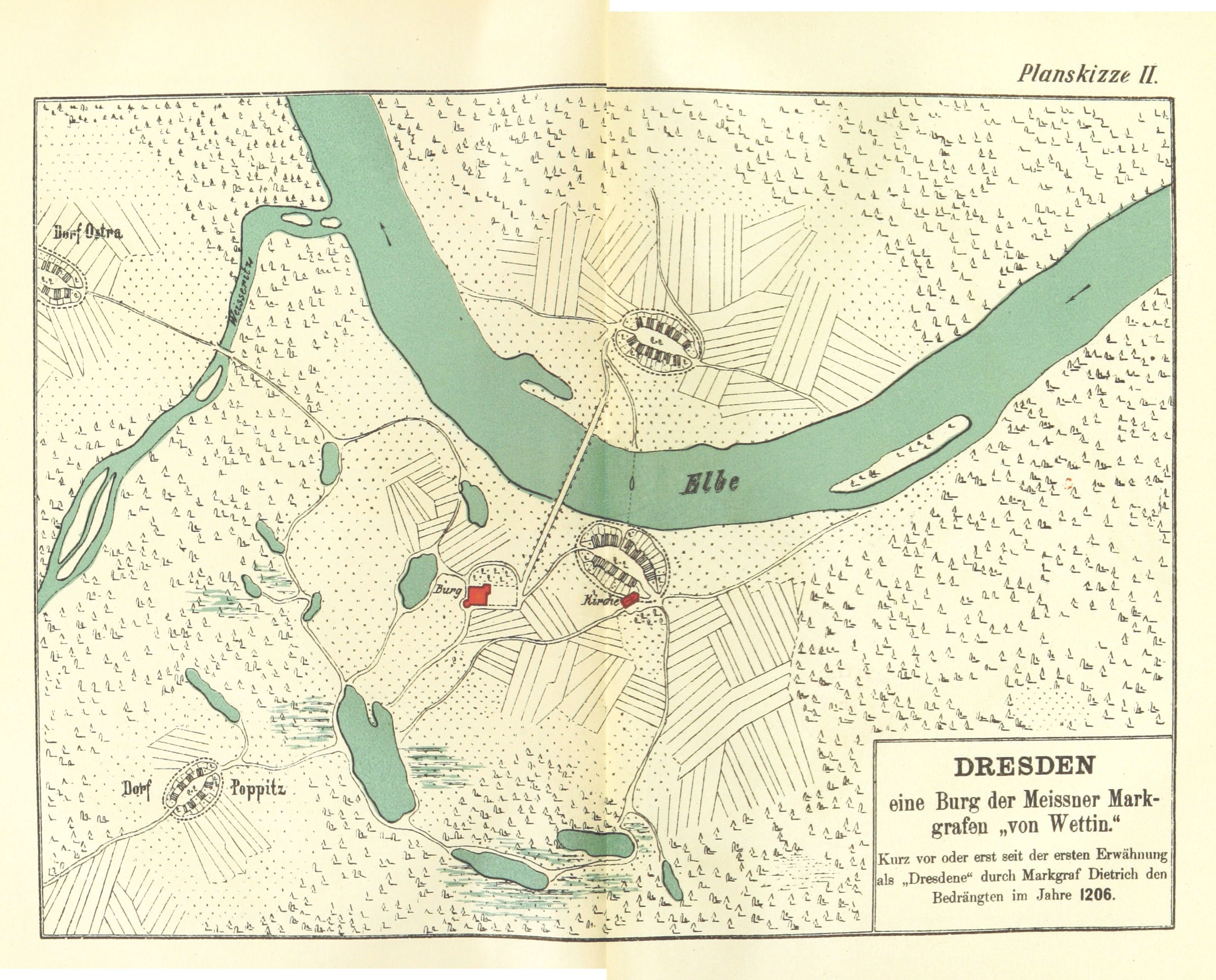
Dresden zur Zeit der ersten Erwähnung 1206 (nach Bruno Krause, 1893)

Der Verlauf der Straße nach der Störung durch die Befestigung ist sehr umstritten. 1893 veröffentlichte Bruno Krause im Selbstverlage sein Werk Die geschichtliche Entwicklung der Königl. Haupt- und Residenzstadt Dresden vom sorbischen (wendischen) Dorfe an bis zur jetzigen Großstadt. In seinen Planskizzen nahm er zu (um) 1206 einen sorbischen Rundling zwischen der Fährstelle und der Frauenkirche an, der dem sorbischen Rundling Altendresden gegenüberlag. Der ehemalige Fernweg führte nach seiner Darstellung von der Fährstelle zwischen zwei sorbischen Gehöften hindurch auf den Dorfplatz und über diesen dann zu einem Platz östlich der Frauenkirche, auf welchem die anderen Wege eintrafen, so auch eine Straße aus dem Gebiet der späteren Stadtgründung. Ein Rundling zwischen Frauenkirche und Elbe ist allerdings eher unwahrscheinlich.

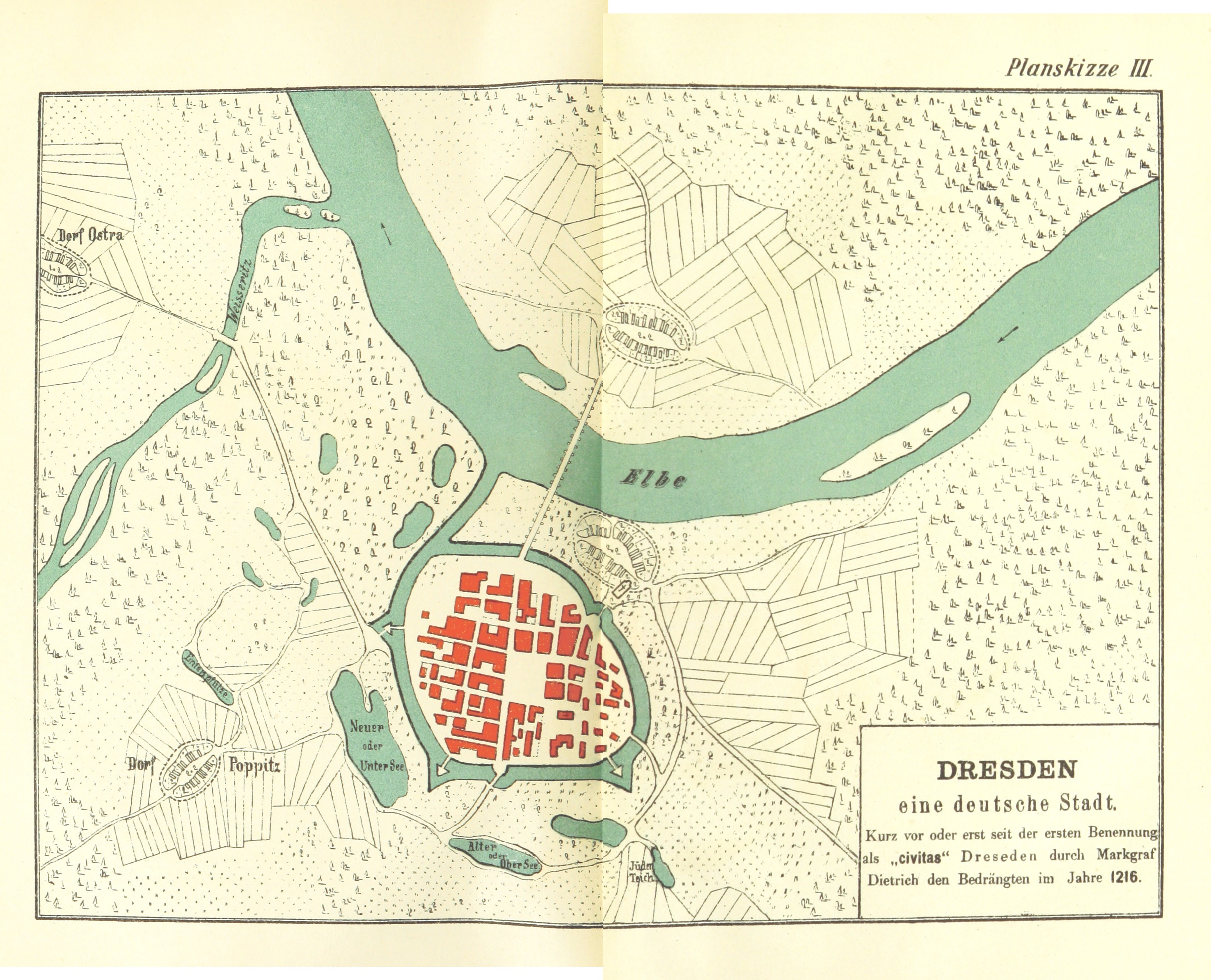
Dresden zur Zeit der ersten Erwähnung als Stadt 1216 (nach Bruno Krause, 1893)

Eine weitere Planskizze zu der Situation (um) 1216 zeigt bereits die Stadt neben dem angenommenen Rundling, wobei zwischen Frauenkirche und der Stadt lediglich ein schmaler Weg über eine Brücke über den wassergefüllten Stadtgraben führt. Diese Darstellung dürfte der Situation, dass die Ost-West-Verbindung nun durch Wilsches Tor und Frauentor führte, nicht gerecht werden. Weiterhin bleibt ein elbnaher Rundling fraglich. Nach neuerer Erkenntnis hatte die Besiedlung um die Frauenkirche eher präurbanen Charakter und war durch den Hafen an der Wasserstraße, die Elbfurt sowie den vorstädtischen Handelsplatz geprägt. Eine gültige Aussage über den Verlauf des stillgelegten alten Fernweges nach der Störung durch die Stadtgründung lässt sich schlecht treffen. Der neue Verlauf führte über die Brücke und durch Tore in die Stadt hinein und wieder heraus.

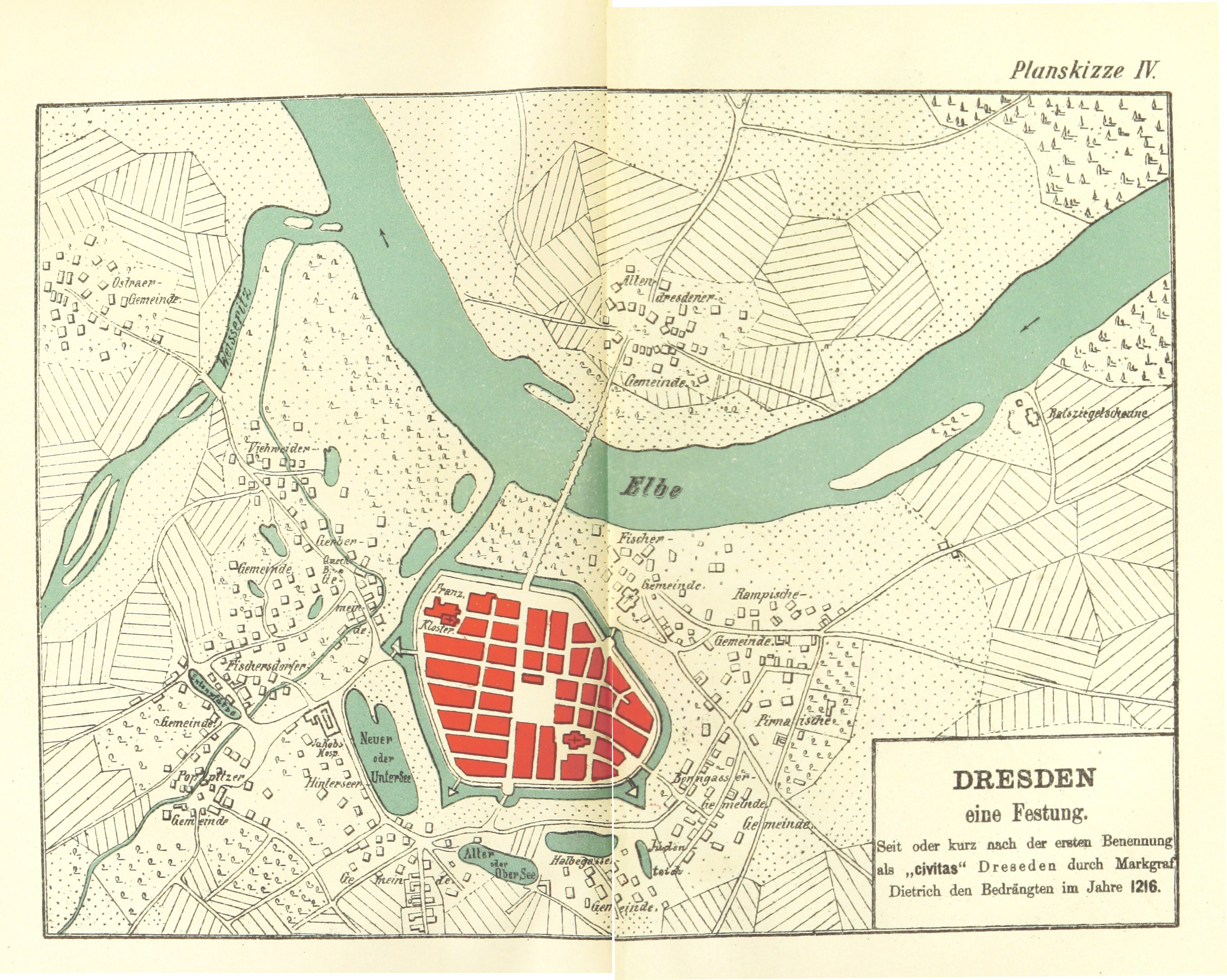
Dresden mit der 1299 ersterwähnten Stadtmauer (laut Fließtext um 1270; nach Bruno Krause, 1893)

Die Planskizze IV hat den sorbischen Rundling in einen losen Haufen von Gehöften der Fischergemeinde aufgelöst. Ein Weg zur Furt existiert hier nicht mehr. Die Frauenkirche war nach dieser Skizze vom Frauentor nicht mehr direkt, sondern über einen Umweg Richtung Rampische Gemeinde erreichbar. Die Gabel nach Pirna oder Ranvoltitz befand sich nach dieser Skizze noch östlich der Rampischen Gemeinde. Nach neuerer Ansicht lag sie ganz in der Nähe der Frauenkirche. Auch wird die Fischergemeinde viel weiter östlich vermutet, während um die Frauenkirche die Frauengemeinde gesehen wird.

### Neuzeit

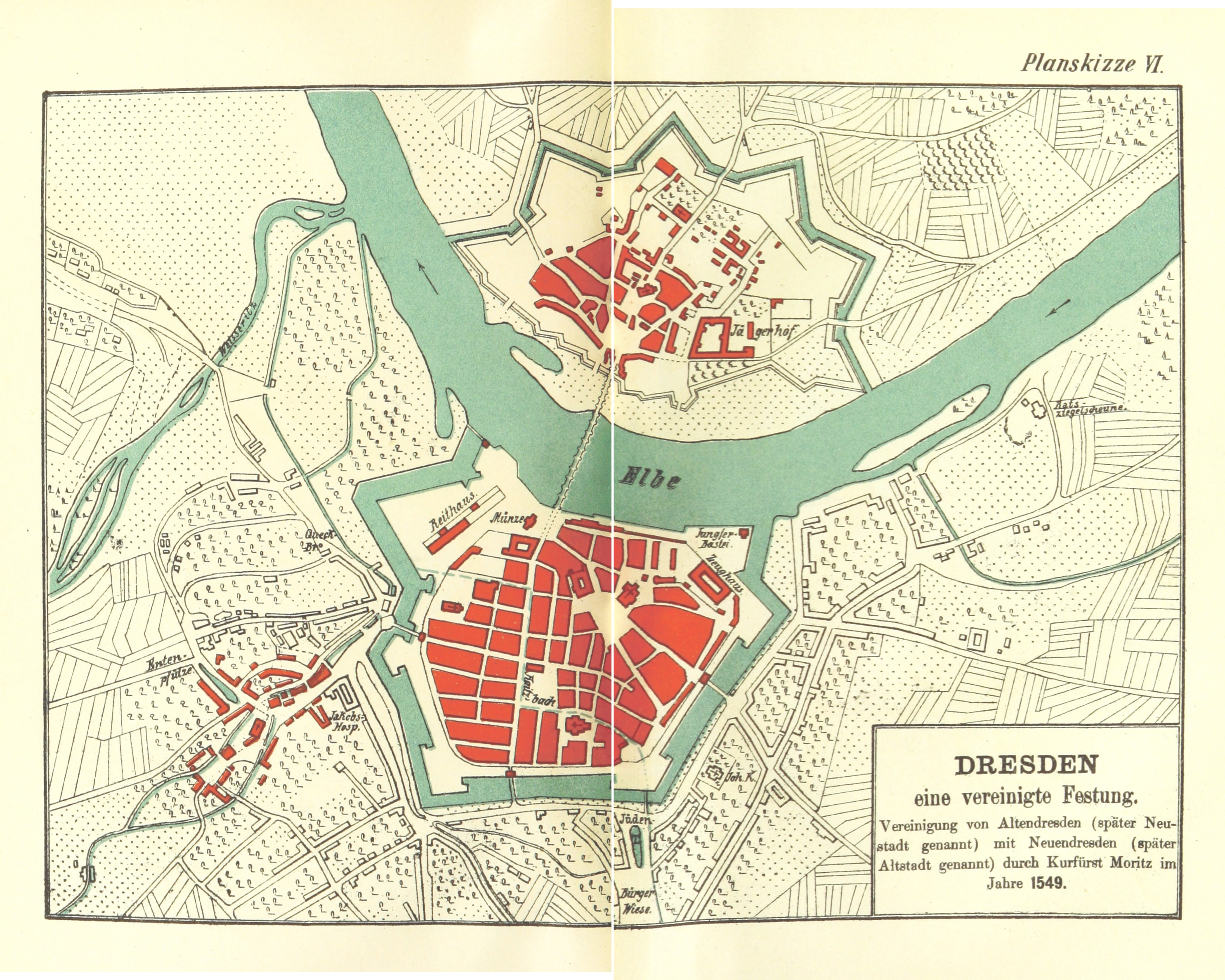
Dresden um 1550 mit neuer Münzstätte. Etwa in der Mitte zwischen Münze und Jungfernbastei verläuft die große Fischergasse (die kleine Fischergasse westlich parallel dazu).

Die Münzgasse trägt diesen Namen seit 1849 nach der damals einzigen Münzstätte im Königreich Sachsen. Der seit 1553 regierende Kurfürst August ließ 1556 im Schutze der neuen Festungsmauern ein neues Münzgebäude am Elbtor in unmittelbarer Nähe seiner Residenz errichten, weil die Münzmeister in den Münzstätten Freiberg, Annaberg und Schneeberg den Feinsilbergehalt der Guldengroschen (Thaler) eigenmächtig verringert hatten. So konnte er über die Richtigkeit von Schrot und Korn besser wachen lassen.

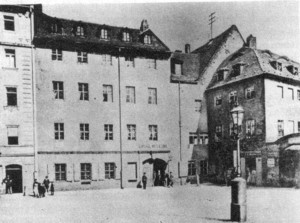
Sächsische Staatsmünze 1883

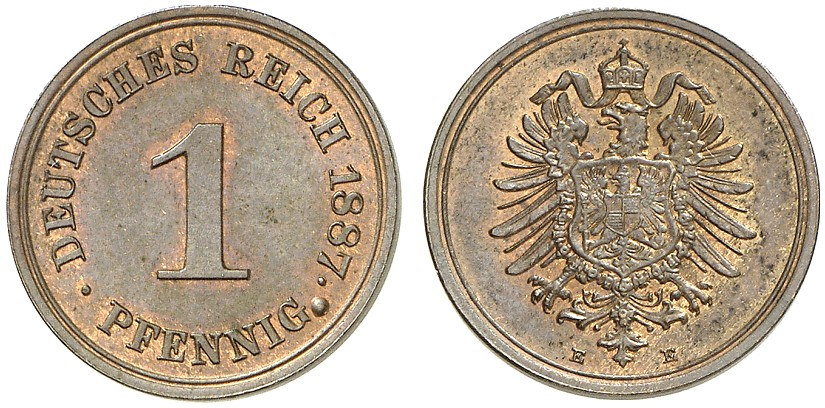
1 Pfennig 1887 E mit Punkt nach PFENNIG, Münzstätte Dresden.

Anlässlich des Baues der Katholischen Hofkirche musste das Münzgebäude am Elbtor weichen, weswegen 1737 eine neue Münze gegenüber der Frauenkirche zwischen der großen Fischergasse und der Salzgasse eingerichtet wurde. 1738 erfolgte der Abbruch des alten Münzgebäudes am Elbtor. Das neue dreistöckige Gebäude bei den „Kasematten“ (der heutigen Brühlschen Terrasse) erhielt Ende des 18. Jahrhunderts die Hausnummer 633 und 1839 dann die Bezeichnung An der Frauenkirche 10. Nach der vor allem durch Preußen militärisch erzwungenen Reichsgründung 1871 verlor diese sächsische Hauptmünzstätte nach und nach ihre Aufträge und wurde am 5. Februar 1887 stillgelegt. Nach ihrem Abriss (und dem etlicher Nachbarhäuser) wurde an ihrem ehemaligen Standort 1894 nach Plänen von Constantin Lipsius die „Königlich Sächsische Kunstakademie“ errichtet.
1556, im Jahr des Baues des Münzhauses, hieß sie die Gasse zunächst newe Fischergasse. Diese Bezeichnung erhielt sie wahrscheinlich durch den Bau der Befestigungsanlagen in den 1520er Jahren. Hierdurch wurde einerseits die alte sorbische Siedlung mit der Frauenkirche in die Stadt Dresden einbezogen, andererseits verlor diese Siedlung durch die Befestigungen ihren direkten Zugang zur Elbe. So wurde der frühgeschichtliche Verbindungsweg von der alten Fähre zur Frauenkirche zertrennt und in der Länge wesentlich gekürzt. Der Rest erhielt die Bezeichnung newe Fischergasse. 1572 wurde die Gasse erstmals in Abgrenzung gegen die kleine Fischergasse dann große Fischergasse genannt.

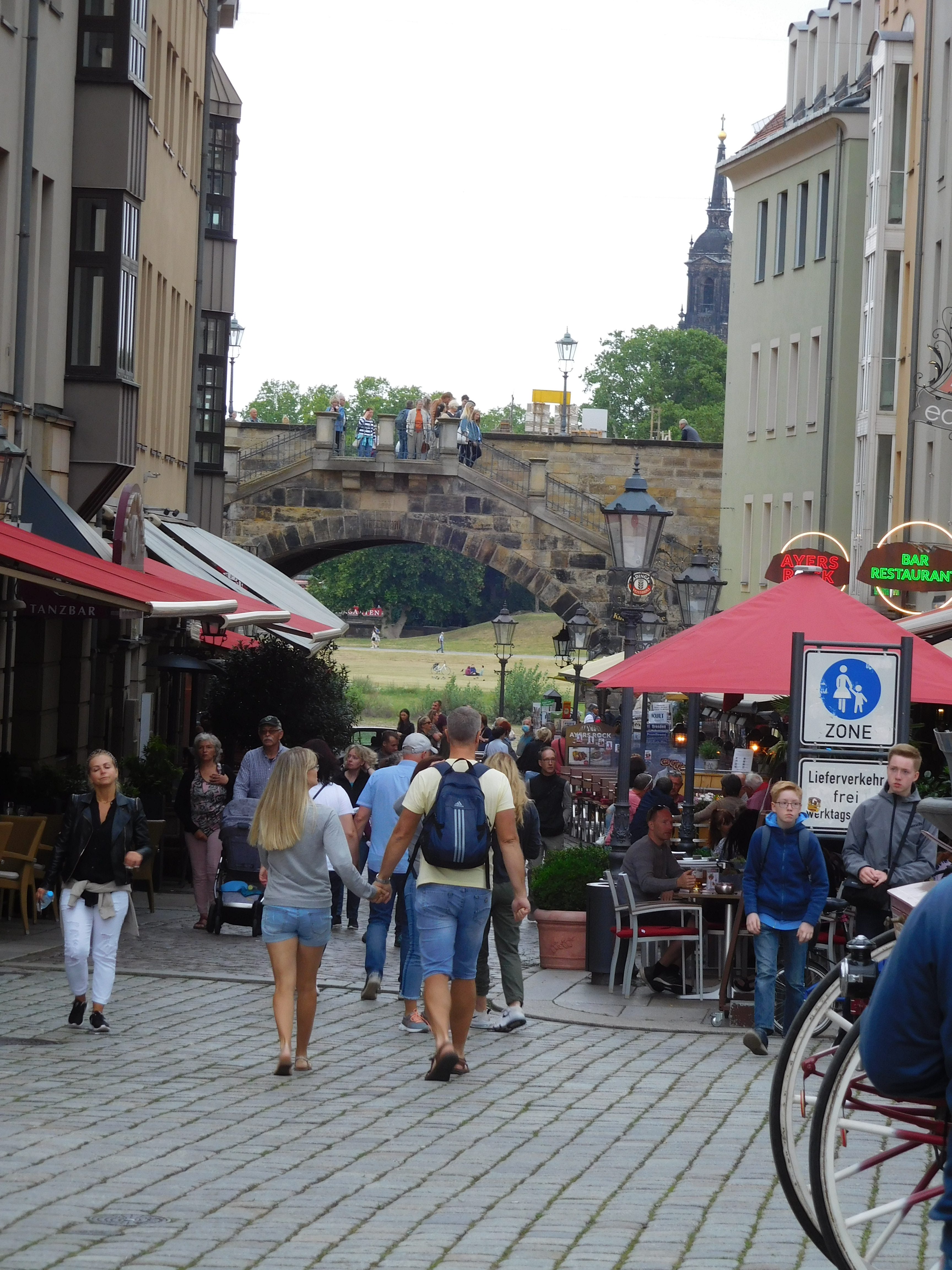

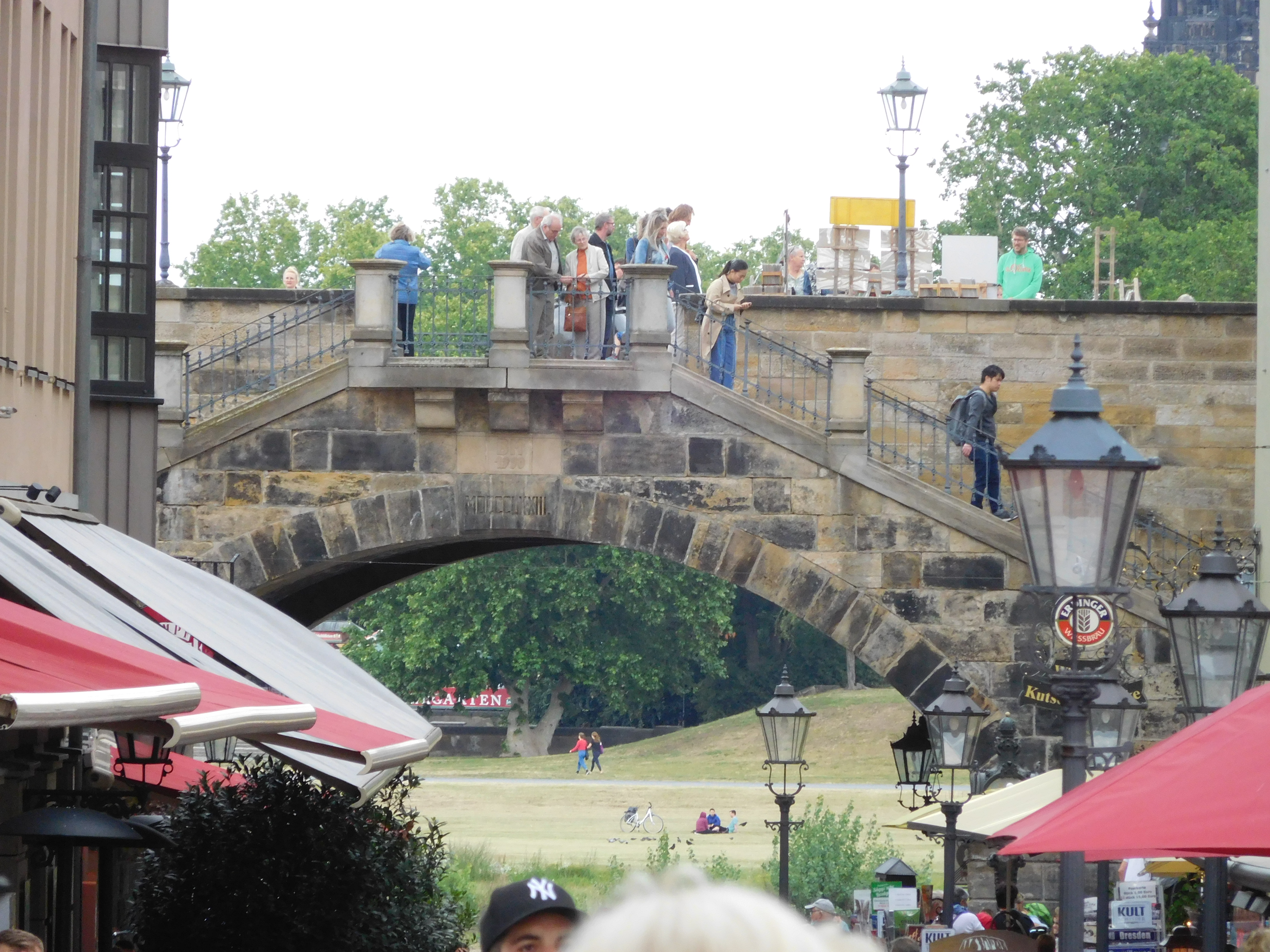
Alter Wegverlauf der sächsischen Frankenstraße von Nisana (heute Dresden) durch die Münzgasse Richtung Altendresden (heute Dresdner Innere Neustadt), dessen Ufer durch den Torbogen der Brühlschen Terrasse zu sehen ist (die Elbe liegt dazwischen und ist in dieser Perspektive nicht erkennbar).

Erst ab April/Juni 1843 schuf der Architekt Woldemar Hermann im Auftrag benachbarter Hausbesitzers, wie des Hutmachers Hutmacher Johann Traugott Borisch, große Fischergasse 6 (seit 1849 Münzgasse 6, seit 1889 Münzgasse 11), und des Schlossers Leopold Häußler, große Fischergasse 7 (ab 1849 Münzgasse 7, ab 1888 Terrassengasse 22),
einen Aufgang von der Terrassengasse und Großen Fischergasse zur Brühlschen Terrasse.
Die Große Fischergasse kam durch diese Baumaßnahme wieder aus ihrer Sackgassenlage, aber nicht sogleich aus ihrem Schmuddelimage und üblen Leumund heraus, der sich über lange Zeit in der Randlage gebildet hatte. Die wohlhabend gewordenen Bürger beantragten deswegen eine Namensänderung ihrer Straße, welcher sechs Jahre darauf 1849 stattgegeben wurde. Mit solchen nichts kostenden Zugeständnissen sollte auch die Krisenlage in Dresden in diesem Revolutionsjahr entspannt werden.
Das Terrassenufer wurde 1852 in Verbindung mit dem Aufkommen der Sächsischen Dampfschiffahrt ab 1837 auf der Elbe angelegt. Der Durchbruch von der Münzgasse zur Elbe wurde 1873 geschaffen.